# Agapetes xizangensis
Agapetes xizangensis är en ljungväxtart som beskrevs av S.H. Huang. Agapetes xizangensis ingår i släktet Agapetes och familjen ljungväxter. Inga underarter finns listade i Catalogue of Life.